# Мироконгеры
Мироконгеры (лат. Myroconger) — род лучепёрых рыб из монотипического семейства мироконгеровых (Myrocongridae). Малоизученное семейство, многие виды описаны всего по нескольким экземплярам. Морские придонные рыбы. Распространены в тропических, субтропических и умеренных водах всех океанов. Обитают на глубине до 640 м. Максимальная длина тела представителей разных видов варьирует от 36,6 до 53,8 см.

## Описание
Тело умеренно удлиненное, сильно сжато с боков, без чешуи. Голова крепкая, мускулистая. Глаза хорошо развиты. Рыло несколько уплощено в дорсовентральном направлении. Рот умеренно большой, окончания челюстей заходят за задний край глаза. Челюсти почти одинаковой длины. На губах нет мясистых выступов. Зубы многочисленные, среднего размера, острые, расположены в несколько рядов на челюстях. Длинная полоса в один или три ряда зубов на сошнике. Передняя ноздря трубчатая, сразу за кончиком рыла; задняя ноздря овальная, с низким приподнятым краем, расположена высоко на голове, на уровне верхнего края глаза. Жаберные отверстия небольшие, наклонные, но не узкие. Спинной и анальный плавники хорошо развиты, сливаются вокруг хвоста; спинной плавник начинается перед основанием грудного плавника. Грудные плавники закругленные, их основание охватывает всё жаберное отверстие. Анальное отверстие немного впереди середины тела. Окончание хвостовой части тупое, мягкое. Боковая линия неполная, в передней части 5—7 пор над грудными плавниками; есть поры на челюстях и голове.

## Классификация
В состав рода включают 6 видов:
- Myroconger compressus Günther, 1870
- Myroconger gracilis Castle, 1991
- Myroconger nigrodentatus Castle & Béarez, 1995
- Myroconger pietschi Espíndola, Caires, Tighe, De Pinna & De Melo, 2021
- Myroconger prolixus Castle & Béarez, 1995
- Myroconger seychellensis Karmovskaya, 2006